# Jackson (strip)
Jackson is een Belgische stripreeks die begonnen is in 1989 met Frank Giroud als schrijver en Marc-Renier Warnauts als tekenaar.

## Albums
Alle albums zijn geschreven door Frank Giroud en getekend door Marc-Renier Warnauts.
| Nummer | Titel                                | Uitgever                         |
| ------ | ------------------------------------ | -------------------------------- |
| 1      | Dwaalspoor in de sneeuw              | Le Lombard                       |
| 2      | Het geheim van de Pruis              | Le Lombard                       |
| 3      | Schimmen van het Lewisgebergte       | Le Lombard                       |
| 4      | In het spoor van de butler-expeditie | Wonderland Half Vier Productions |